# Josephine Ortleb
Josephine Ortleb (nascida em 25 de novembro de 1986) é uma política alemã do Partido Social-Democrata (SPD) que atua como membro do Bundestag pelo estado de Saarland desde 2017.

## Carreira política
Ortlieb tornou-se membro do Bundestag nas eleições federais alemãs de 2017, representando Saarbrücken. No parlamento, é membro da Comissão da Família, da Terceira Idade, da Mulher e da Juventude e da Comissão dos Direitos Humanos e Ajuda Humanitária. Nessa qualidade, ela actua como relatora do seu grupo parlamentar para a igualdade de género.
Além das suas atribuições no comité, Ortleb é membro suplente da delegação alemã à Assembleia Parlamentar do Conselho da Europa (PACE) desde 2018, onde actua no Comité de Igualdade e Não Discriminação (desde 2018) e no Subcomité dos Direitos das Minorias (desde 2020).
Desde 2020, Ortleb faz parte da liderança do grupo parlamentar do SPD sob o seu presidente Rolf Mützenich.

## Outras actividades
- Fundação Alemã para a População Mundial (DSW), Membro do Conselho Consultivo Parlamentar (desde 2020)[6]